# 21850 Abshir
21850 Abshir este un asteroid din centura principală de asteroizi.

## Descriere
21850 Abshir este un asteroid din centura principală de asteroizi. A fost descoperit pe 7 octombrie 1999 la Socorro, New Mexico, în cadrul proiectului LINEAR. Asteroidul prezintă o orbită caracterizată de o semiaxă mare de 2,68 ua, o excentricitate de 0,03 și o înclinație de 2,4° în raport cu ecliptica.